# Río Valdeflores
Río Valdeflores är en ort i Mexiko.   Den ligger i kommunen Santa María Colotepec och delstaten Oaxaca, i den sydöstra delen av landet, 500 km sydost om huvudstaden Mexico City. Río Valdeflores ligger 55 meter över havet och antalet invånare är 254.
Terrängen runt Río Valdeflores är platt söderut, men norrut är den kuperad. Havet är nära Río Valdeflores åt sydväst. Runt Río Valdeflores är det ganska glesbefolkat, med 45 invånare per kvadratkilometer. Närmaste större samhälle är San Juanito o la Botija, 7,3 km öster om Río Valdeflores. Omgivningarna runt Río Valdeflores är en mosaik av jordbruksmark och naturlig växtlighet.